# 17e cérémonie des Hong Kong Film Awards
La 17e cérémonie des Hong Kong Film Awards a eu lieu le 26 avril 1998.

## Meilleur film
- Made in Hong Kong de Fruit Chan
  - Full Alert de Ringo Lam
  - Happy Together de Wong Kar-wai
  - Lifeline pour Johnnie To
  - Les Sœurs Soong pour Mabel Cheung

## Meilleur réalisateur
- Fruit Chan pour Made in Hong Kong
  - Mabel Cheung pour Les Sœurs Soong
  - Wong Kar-wai pour Happy Together
  - Ringo Lam pour Full Alert
  - Johnnie To pour Lifeline

## Meilleur scénario
- Raymond To Kwok-Wai pour The Mad Phoenix
  - Fruit Chan pour Made in Hong Kong
  - Alex Law Kai-Yui pour Les Sœurs Soong
  - Johnny Mak Tong-Hung pour Island of Greed
  - Wai Ka-fai, Matthew Chow Hoi-Kwong, Szeto Kam-Yuen pour Too Many Ways to Be No. 1

## Meilleur acteur
- Tony Leung Chiu-wai pour Happy Together
  - Leslie Cheung pour Happy Together
  - Lau Ching-wan pour Full Alert
  - Tony Leung Ka-fai pour Island of Greed
  - Tse Kwan-ho pour The Mad Phoenix

## Meilleure actrice
- Maggie Cheung pour Les Sœurs Soong
  - Carina Lau  pour The Intimates
  - Shu Qi pour Love is not a game, but a joke
  - Pauline Suen pour Island of Greed
  - Wu Chien-Lien pour Eighteen Springs

## Meilleur acteur dans un second rôle
- Jiang Wen pour Les Sœurs Soong
  - Chang Chen pour Happy Together
  - Law Kar-ying pour Kitchen
  - Poon Chan-Leung pour The Mad Phoenix
  - Eric Tsang pour Task Force

## Meilleure actrice dans un second rôle
- Anita Mui pour Eighteen Springs
  - Elaine Jin pour Les Sœurs Soong
  - Theresa Lee pour Downtown Torpedoes
  - Theresa Lee pour The Intimates
  - Michelle Yeoh pour Les Sœurs Soong

## Meilleur nouvel espoir
- Sam Lee pour Made in Hong Kong
  - Nicola Cheung Sun-Yu (Cause We Are So Young)
  - Lam Bo-Lun (My Dad is a Jerk)
  - Ken Wong Hap-Hei (Downtown Torpedoes)
  - Ruby Wong Cheuk-Ling pour Lifeline

## Meilleure photographie
- Arthur Wong pour Les Sœurs Soong
  - Cheung Man-Biu (Downtown Torpedoes)
  - Christopher Doyle pour Happy Together
  - Lee Ping-Ban (Eighteen Springs)
  - Wong Wing pour Too Many Ways to Be No. 1

## Meilleur montage
- Wong Wing-Ming pour Lifeline
  - Fruit Chan Gor pour Made in Hong Kong
  - William Cheung Suk-Ping, Wong Ming-Lam pour Happy Together
  - Kwong Chi-Leung, Cheung Fung-Fai (Downtown Torpedoes)
  - Marco Mak Chi-Sin, Lam Nyn Ngai (Full Alert)

## Meilleure direction artistique
- Ma Poon-Chiu pour Les Sœurs Soong
  - William Cheung Suk-Ping pour Happy Together
  - Lee Ging-Man pour Island of Greed
  - Ma Poon-Chiu, Mak Gwok-Keung (Downtown Torpedoes)
  - Tsui Fung-Nyn, Wong Yan-Kwai (Eighteen Springs)

## Meilleurs costumes
- Woh Tin Wai Mei pour Les Sœurs Soong
  - Cheung Sai-Wang pour The Odd One Dies
  - William Cheung Suk-Ping pour Happy Together
  - Miu Gwan-Git (Eighteen Springs)
  - Ng Lei-Lo (Downtown Torpedoes)

## Meilleure chorégraphie d'action
- Stephen Tung Wai (Downtown Torpedoes)
  - Sammo Hung Kam-Bo (Once Upon a Time in China & America)
  - Jackie Chan Stuntman Association, Cho Wing (Mr. Nice Guy)
  - Yuen Bun pour Island of Greed
  - Yuen Bun (Lifeline)

## Meilleure musique de film
- Choi Doh-Long, Randy Miller pour Les Sœurs Soong
  - Peter Kam Pui-Tat (Downtown Torpedoes)
  - Wong Fung-Sin pour Too Many Ways to Be No. 1
  - Wong Seung-Chun (Choh Chin Luen Hau)
  - Yip Siu-Gong (Eighteen Springs)

## Meilleure chanson
- "Enjoy Yourself Tonight" (from Cause We Are So Young)

```
  Music: Dennie Wong Tan-Yi
  Lyrics: Wyman Wong Wai-Man
  Performer: Leo Koo Ka-Kui
```

- - "Yut Yu Fung Pui" (from Young and Dangerous 4)

```
  Music: Lau Cho-Tak
  Lyrics: Lam Chun-Keung
  Performer: Ekin Cheng Yee-Kin, Jordan Chan Siu-Chun
```

- - "The Eighteen Springs" (from Eighteen Springs)

```
  Music: Wong Kwok-Lun
  Lyrics: Lam Jik
  Performer: Leon Lai Ming
```

- - "Goo Sing Lui" (from Island of Greed)

```
  Music and Lyrics: Wu Bai
  Performer: Andy Lau Tak-Wah
```

- - "I Love Kitchen" (from Kitchen)

```
  Music: Dai Yau Leung Ying
  Lyrics: Cheng Kwok-Kong
  Performer: Cass Phang
```

## Meilleur son
- Lifeline
  - Downtown Torpedoes
  - Full Alert
  - Island of Greed
  - The Soong Sisters

## Récompense spéciale
- Chu Yuan, Professionalism Award